# Baixo-alemão menonita
Plautdietsch ou Baixo Alemão Menonita, era originalmente uma variedade do baixo prussiano e do baixo alemão oriental, com influência neerlandesa, que se desenvolveu no séculos XVI e XVII na área do delta do rio Vístula da Prússia Real.

## Gramática

### Flexão nominal
Os substantivos em Plautdietsch declinam-se em número (singular e plural) e também em caso (apenas dois se conservam, sendo eles o nominativo e o oblíquo, que corresponde ao acusativo e ao dativo). Eles também pertencem a um dos três gêneros presentes no idioma, o masculino, o feminino e o neutro. Eis uma tabela com exemplos de flexão de caso e número para substantivos de cada um dos três gêneros.
| Gênero Número Caso | Masculino       | Masculino       | Feminino     | Feminino     | Neutro          | Neutro          |
| Gênero Número Caso | Singular        | Plural          | Singular     | Plural       | Singular        | Plural          |
| Gênero Número Caso | Hond (cachorro) | Hond (cachorro) | Fru (mulher) | Fru (mulher) | Kjint (criança) | Kjint (criança) |
| ------------------ | --------------- | --------------- | ------------ | ------------ | --------------- | --------------- |
| Nominativo         | dee Hond        | dee Honje       | dee Fru      | dee Frue     | daut Kjint      | dee Kjinje      |
| Oblíquo            | den Hond        | dee Honje       | dee Fru      | dee Frue     | daut Kjint      | dee Kjinje      |

Há três tipos de artigos: os definidos, os indefinidos e os negativos, que equivalem ao kein, geen, ingen e no do alto alemão, holandês, dinamarquês e inglês respectivamente.
|            | Definidos | Definidos | Definidos | Definidos | Indefinidos | Indefinidos | Indefinidos | Negativos | Negativos | Negativos |
| Masculino  | Feminino  | Neutro    | Plural    | Masculino | Feminino    | Neutro      | Masculino   | Feminino  | Neutro    |           |
| ---------- | --------- | --------- | --------- | --------- | ----------- | ----------- | ----------- | --------- | --------- | --------- |
| Nominativo | dee       | dee       | daut      | dee       | een         | eene        | een         | kjeen     | kjeene    | kjeen     |
| Oblíquo    | den       | dee       | daut      | dee       | eenen       | eene        | een         | kjeenen   | kjeene    | kjeen     |

### Flexão verbal
| Infinitivo | Ekj | Du   | Hee, see, et | Wi   | Ji   | See  |
| ---------- | --- | ---- | ------------ | ---- | ---- | ---- |
| sent       | sie | bäst | es           | sent | sent | sent |
| habe       | hab | hast | haft         | habe | habe | habe |